# IBM-PC-kompatibler Computer

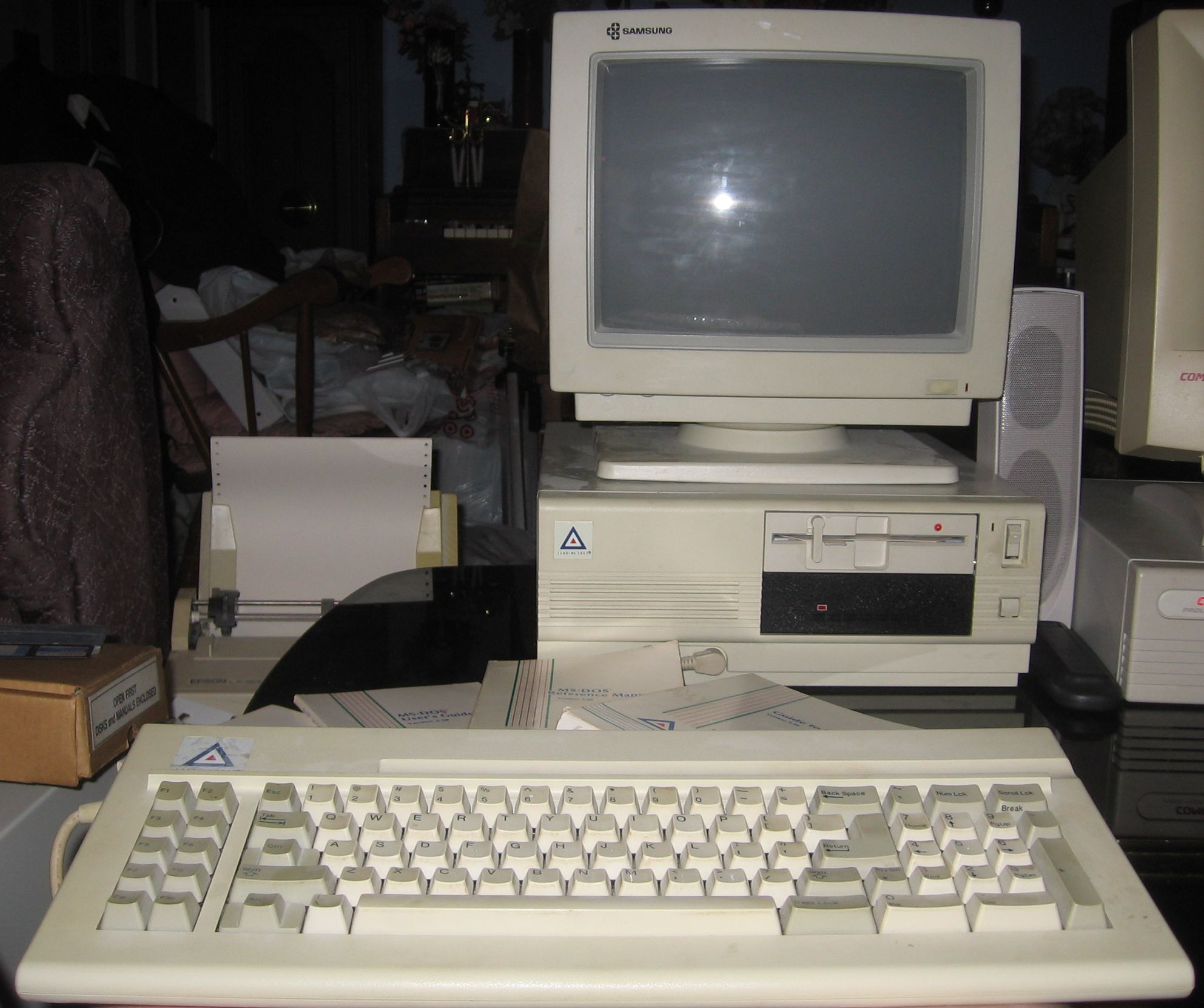
Ein IBM-kompatibler Desktop-PC mit 8088-Prozessor aus den 1980er Jahren, mit 5,25-Zoll-Diskettenlaufwerk und einem Mini-Gehäuse. Der schwarze Balken am Gehäuse ist die Blende der eingebauten Festplatte, solche optischen Unstimmigkeiten traten wegen der Kombination von Komponenten verschiedenster Hersteller bei Kompatiblen sehr häufig auf.

Als IBM-PC-kompatible Computer oder IBM-kompatible PCs bezeichnete man historisch Personal Computer bzw. Mikrocomputer, die dem technischen Design des IBM PC von 1981 beziehungsweise dessen Nachfolgemodellen IBM PC XT oder IBM PC/AT nachempfunden waren. Seltener wurden die Nachbauten auch als IBM-PC-Nachbauten oder -Klone bezeichnet, da sie vor allem in den Anfangsjahren tatsächlich technisch weitgehend identische Kopien waren. Später wurde die Bezeichnung IBM-PC-kompatibel seltener und wesentlich allgemeiner für Systeme verwendet, die einen Mikroprozessor der x86-Architektur nutzten und ein kompatibles BIOS als System-Firmware enthielten.
Seit den späten 1990er Jahren werden Computer dieser Art meist schlicht als PC bezeichnet, was als Plattform in Abgrenzung zu Apple-Macs oder früher z. B. zur Atari-ST-Reihe verstanden werden kann. Da der Begriff Personal Computer („persönlicher Rechner“) bereits vor dem IBM PC auch für andere (teils nicht x86-basierte) Plattformen verwendet wurde, ist PC als Abkürzung jedoch nicht eindeutig. Auch ging die Bedeutung von IBM als anfänglichem Marktführer bereits in den 1980er Jahren stark zurück, nachdem sich durch das prinzipiell offene Design eine massive Verbreitung von kompatiblen x86-PCs anderer Hersteller vollzogen hatte, wodurch IBM PC & Kompatible meist durch das verwendete Betriebssystem ersetzt wurde, beispielsweise DOS- oder Windows-PC. Auch das nur in den 1990er Jahren oft verwendete Kunstwort „Wintel“, zusammengesetzt aus Windows und Intel, dem marktführenden x86-Prozessor-Hersteller, ist nur noch historisch.
Der Begriff IBM-PC-kompatibel gilt spätestens seit den 2000ern als überholt, weshalb er kaum mehr Verwendung findet. Für aktuelle x86-basierte Computer, die ursprünglich und geschichtlich betrachtet auf den IBM PC zurückgehen, werden die Begriffe Windows-PC oder Windows-Rechner gebraucht, nach dem darauf dominierenden Betriebssystem. Hinzu kommt, dass zwischen 2010 und 2020 das BIOS vom moderneren Unified Extensible Firmware Interface, kurz EFI bzw. UEFI, abgelöst wurde. Da dies jedoch ein fließender Übergang war gelten auch UEFI-PCs als Nachfolger der ursprünglichen IBM-PC-kompatiblen Computer.
Werden Plattformen gegenübergestellt, so ist es eindeutig der PC gegenüber z. B. dem Mac oder diversen Spielkonsolen. Da es generell um die Kompatibilität zur Plattform geht, zählen auch kompatible Notebooks oder x86-Server, die nicht zur Klasse der Personal Computer gehören, zu den Nachfolgern der IBM-PC-kompatiblen Computer.

## Geschichte

### Vorgeschichte

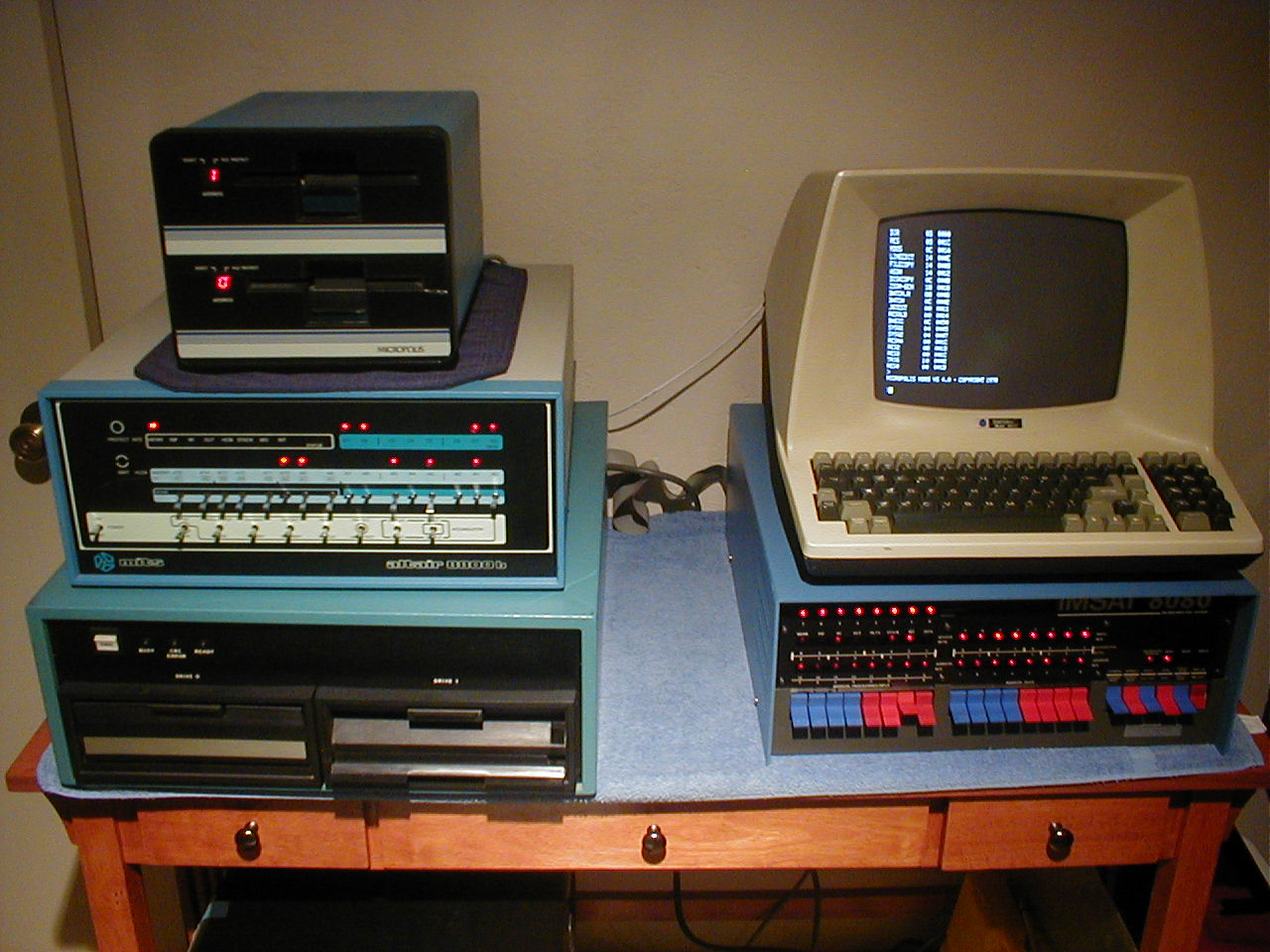
Typische CP/M-PCs der 1970er-Jahre: Altair 8800B, IMSAI 8080, 8″- und 5¼″-Diskettenlaufwerke und Monitor.

Bereits in den 1970er Jahren wurden die ersten Personal Computer, also persönliche Rechner, die nicht mehr nur in Rechenzentren, Firmen oder Universitäten stehen sollten, entwickelt und erfolgreich vermarktet. Im Gegensatz zu Computern für Geschäftskunden sollten diese für Privatleute bzw. Haushalte erschwinglich sein, weshalb man sie auch als Heimcomputer bezeichnete.
Da jeder einzelne dieser PCs einer eigenen Hardwareplattform entsprach, musste Software mehr oder weniger aufwändig auf das individuelle Modell portiert werden. U. a. Microsoft war mit der Portierung von BASIC auf unterschiedliche Systeme bereits relativ erfolgreich. Bei Betriebssystemen waren Portierungen jedoch meist aufwändige, kostspielige und zeitintensive Unterfangen. Das in den 1970er Jahren erfolgreiche CP/M begegnete dieser Herausforderung durch einen dreistufigen Aufbau, bezeichnet als Schalen: alle hardwarenahen Funktionen, die für die unterschiedlichen PC-Modelle jeweils angepasst werden mussten, wurden in einer BIOS genannten untersten Schale implementiert. Eine Vorlage dafür, was in das BIOS programmiert werden musste, lieferte CP/M als Quelltext gleich mit. Die zweite Schale war der Kernel BDOS und beinhaltete alle Funktionen, die eine dritte Schale, der Kommandoprozessor CCP sowie unter CP/M gestartete Programme für die Funktion benötigten. Programme funktionierten so unter CP/M auf unterschiedlichen grundsätzlich zueinander inkompatiblen PCs, solange sie die Systemaufrufe des Betriebssystems nutzten. Direkte Hardwarezugriffe durch Programme hätten diese jedoch nicht mehr portabel gemacht, denn ein solches Programm könnte somit – ganz im Gegensatz zu CP/M selbst – nur noch auf einem einzigen PC-Modell funktionieren.

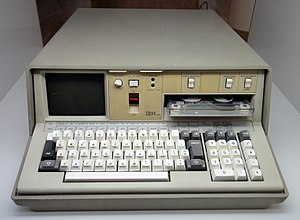
Der IBM 5100 gilt als Vorgänger des späteren IBM PC.

IBM, ein Unternehmen das mit großen Computern für Geschäftskunden erfolgreich war, sah zwar das Aufkommen der Personal Computer, vermutete aber kein Zukunftspotential dafür. Mit dem 1975 erschienenen PC-ähnlichen IBM 5100 wurde ein Computer für Büros vorgestellt, der jedoch sehr teuer war und für Privatkunden ungeeignet. Obwohl der 5100 und dessen verbesserte Varianten 5110 und 5120 als die direkten Vorgänger des späteren IBM PC gelten, war deren Aufbau grundsätzlich verschieden: Als Erweiterung des Angebots für Geschäftskunden waren im 5100 nur proprietäre Komponenten und Eigenentwicklungen.
Dass sich IBMs Einschätzung als falsch herausstellen sollte, zeigte der 1977 vorgestellte Apple II, der sich in den kommenden fünf Jahren extrem gut verkaufen sollte. Dessen Design war offen ausgelegt und beinhaltete standardisierte Steckplätze für Erweiterungskarten, auch von Drittanbietern. Der eigentliche Erfolg gelang jedoch durch eine Killerapplikation: viele Kunden kauften sich den Apple II einfach deshalb, um darauf Visicalc zu nutzen.

### Entwicklung

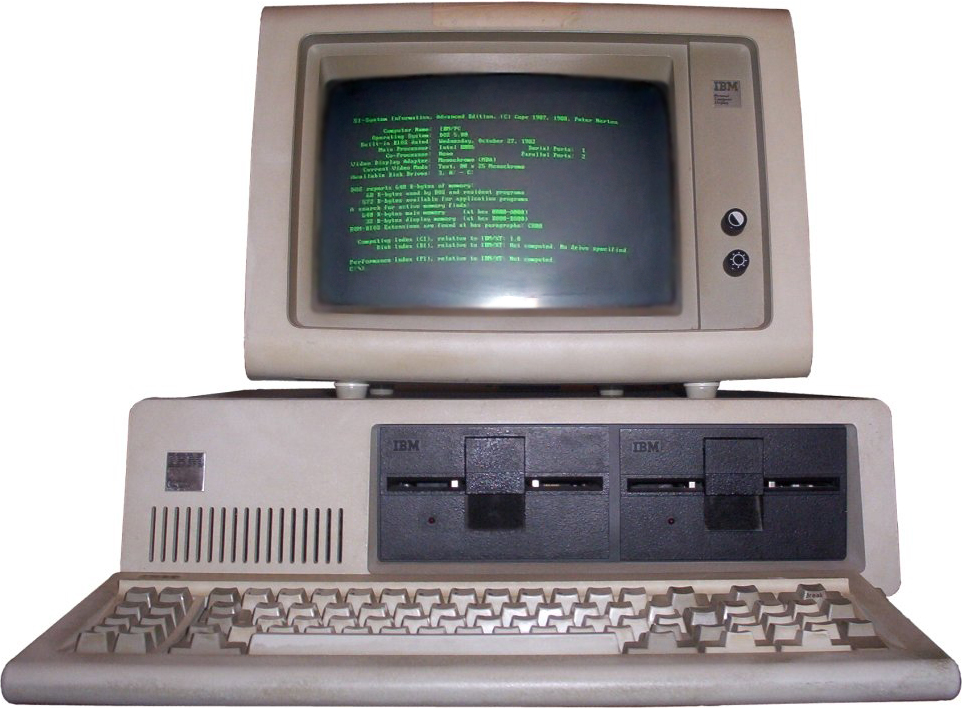
Der IBM PC 5150 von 1981, der das erste Vorbild der Kompatiblen war. Drei Jahre später folgte das Modell PC/AT, das ebenfalls massenhaft kopiert wurde.

Als IBM schließlich 1980 doch noch einmal in das Geschäft der Personal Computer einsteigen wollte, geschah dies nur aufgrund des Erfolgs des Apple II und anderer erfolgreicher Personal Computer der späten 1970er Jahre. Gleichzeitig wollte man jedoch das eigene Geschäft mit den Unternehmenskunden nicht gefährden, weshalb das Design des IBM PC sehr ungewöhnlich ausfiel: so nutzte IBM erstmals keine Eigenentwicklungen, sondern vorhandene handelsübliche Standardkomponenten „von der Stange“. Als Prozessor stand 1980 bald der 8088 von Intel fest, und damit der schwächere halbe 16-Bit-Kandidat, weil der vollständig 16-bittige 8086 ein deutlich teureres Design der Hauptplatine und der verwendeten Chips bedeutet hätte (wie der 8086 arbeitet der voll kompatible 8088 intern mit 16-Bit, nutzt nach außen aber nur einen 8-Bit-Datenbus). Hinzu kommt, dass teils bessere Prozessoren wie der 32-bittige Motorola 68000 auch 1981 noch nicht in der nötigen Anzahl verfügbar gewesen wären. Mit dieser Wahl schuf IBM einerseits leistungstechnisch Abstand zu den stärkeren Maschinen für das eigene Großkunden-Geschäft, machte gleichzeitig aber auch den Zielpreis leichter erreichbar. Das Betriebssystem und das im ROM enthaltene BASIC wurden fremd-vergeben – an Microsoft.
Das einzige, was IBM neben dem Design des PC selbst entwickelte, war das urheberrechtlich geschützte BIOS. Die Gefahr, andere Firmen könnten den IBM PC nachbauen, schätzte man bei IBM gerade wegen des unfreien BIOS als eher gering ein, obwohl der Rest des Systems aus freien Komponenten bestand. Um diesen Effekt noch zu verstärken, veröffentlichte IBM den Quelltext des BIOS, denn damit war man zuversichtlich, man könnte Nachahmer erfolgreicher wegen Urheberrechtsverletzung verklagen.
Entgegen IBMs eigenen Erwartungen verkaufte sich der IBM PC hervorragend. Zwischen August und Ende 1981 wurden 35.000 Stück verkauft, 1984 waren es bereits über 1¼ Millionen, und IBM verdiente rein mit dem PC-Geschäft 1984 bereits 4 Milliarden (4.000 Millionen) US-Dollar gegenüber 40 Millionen 1981.

### DOS-PCs

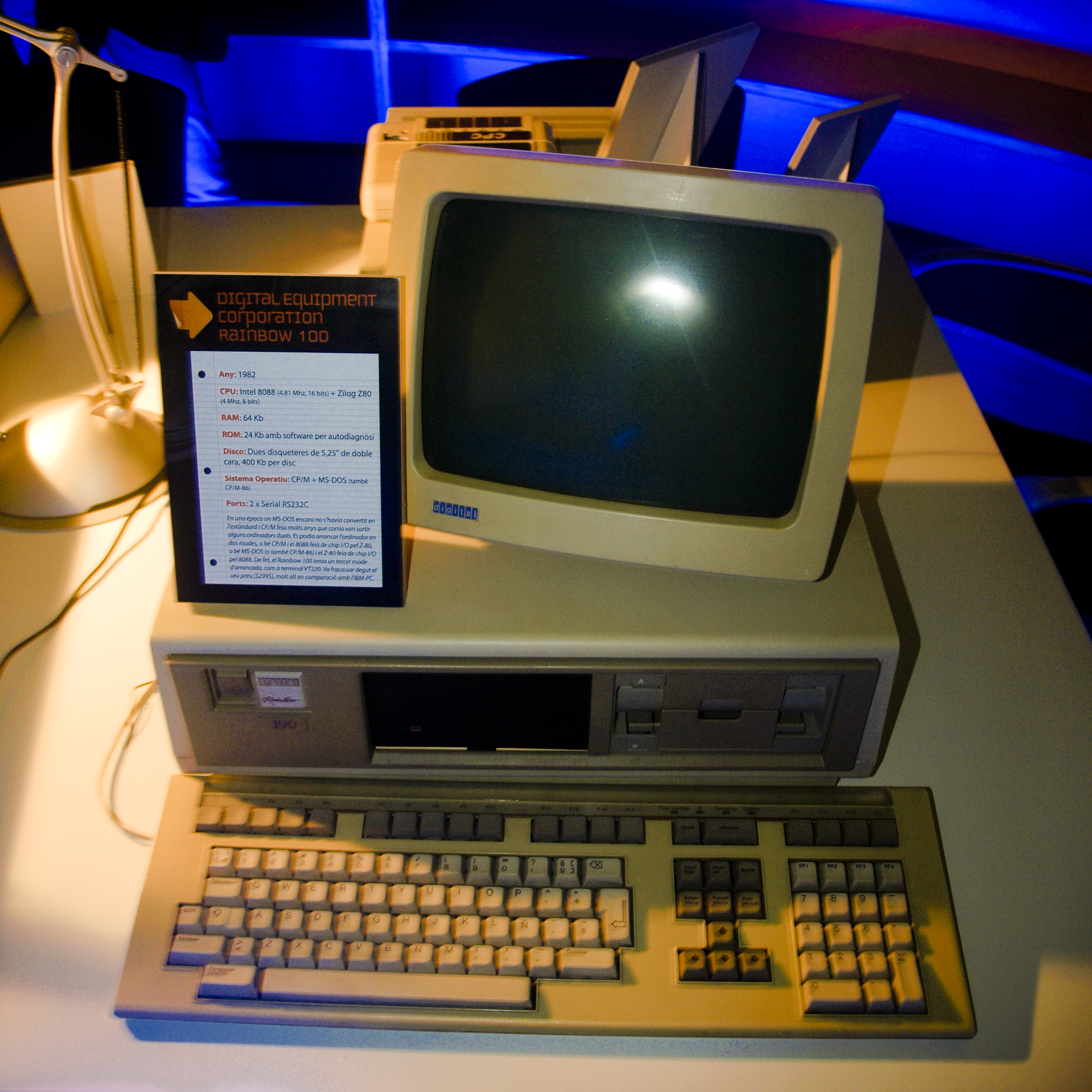
Den DEC Rainbow 100 gab es mit CP/M und MS-DOS, er war aber nicht IBM-PC-kompatibel.

Einige Hersteller von PCs sahen den IBM PC vorerst vorrangig als DOS-PC. Ohne das BIOS von IBM zu lizenzieren, erschienen einige PCs auf dem Markt, auf denen ein angepasstes MS-DOS lief. Microsoft, das diese Möglichkeit vertraglich mit IBM vereinbart hatte, bot das mit PC DOS vollkommen identische MS-DOS zahlreichen PC-Herstellern gerne an; damit war MS-DOS in den Anfängen dem Vorbild CP/M sehr ähnlich: jeweils das Betriebssystem wurde an die unterschiedlichen PCs angepasst, damit es lief. Auch CP/M existierte in unterschiedlichen Varianten weiter und war als CP/M-86 auf zahlreichen nicht-IBM-kompatiblen Computern, aber auch dem IBM PC und dessen Klonen, verfügbar. Durch den im Vergleich zum 8080 stärkeren 8086-Prozessor gab es zusätzliche Varianten von CP/M, wie beispielsweise Concurrent DOS (eine Weiterentwicklung von MP/M), das als Mehrbenutzersystem ausgelegt war und mehrere Programme gleichzeitig laufen lassen konnte.
Mit dem Erfolg des originalen IBM PC kamen jedoch Probleme mit der Software. Im Vergleich zu anderen PCs der frühen 1980er Jahre, die teilweise effizientere Prozessoren und Designs nutzten, war der IBM PC eher schwach ausgestattet. Programmierer nutzten daher alle möglichen Tricks um ihre Programme schneller zu machen, allen voran wurde die Hardware unter Umgehung der Betriebssystem- und BIOS-Funktionen direkt angesprochen, nutzten zur Initialisierung der Umgehungsroutinen jedoch dennoch das BIOS. Viele Programme für PC DOS und den IBM PC liefen auf ähnlichen PCs mit MS-DOS deshalb nicht, weil die Hardware zwar sehr ähnlich, aber doch unterschiedlich war.
Gleichzeitig kamen die ersten Killerapplikationen, die exklusiv für den IBM PC erschienen, beispielsweise Lotus 1-2-3. Wie schon beim Apple II verkaufte sich der IBM PC u. a. deshalb so gut, weil die Kunden 1-2-3 nutzen wollten. Zudem nutzte IBM gekonnt die eigene Vormachtstellung auch beim Verkauf von PCs.
Für die Hersteller anderer PCs ergab sich damit ein Problem: einerseits war das Design des PC von IBM offen, jeder durfte und konnte es nachbauen. Andererseits war das BIOS offenbar ein wesentlicher Bestandteil, ohne den die Nachbauten nicht voll kompatibel waren. Mit dem Aufkommen immer mehr exklusiver IBM-PC-Programme wurde es umso wichtiger, nicht nur einen PC mit MS-DOS im Angebot zu haben, sondern einen 100 % zur IBM-Vorlage kompatiblen PC.

### BIOS

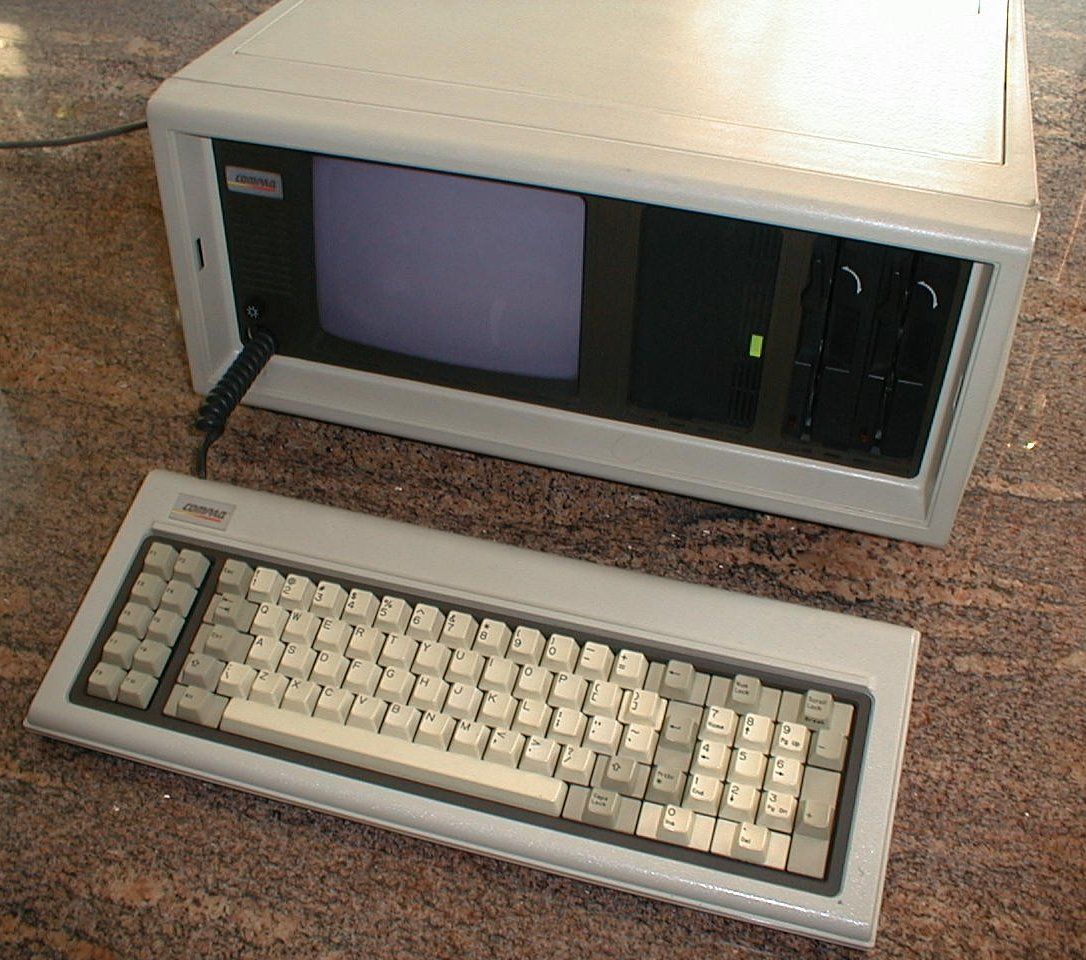
Der Compaq Portable, der erste legale IBM-PC-Klon mit 8088-Prozessor vom März 1983.

Die ersten IBM-PC-Klone nutzten noch ein illegal kopiertes BIOS, und IBM verklagte diese Firmen erfolgreich. Die erst 1982 gegründete Compaq Computer Corporation schaffte es schließlich 1983, nach einer Monate dauernden Reverse-Engineering-Anstrengung und einer Investition von ca. einer Million US-Dollar, ein „sauberes“ BIOS nachzuprogrammieren, das frei von Urheberrechtsansprüchen durch IBM war. Dazu verpflichtete man Programmierer, die nachweislich die Quelltext-Veröffentlichung von IBM nie gesehen hatten. Für die notwendigen Routinen zogen sie bereits vorhandene erfolgreiche Anwendungsprogramme für den IBM PC (z. B. WordStar) heran und analysierten die Signale, die diese mit der Hardware austauschten. Im Endeffekt waren die im Compaq-BIOS verwendeten Routinen anders umgesetzt und blieben dennoch zum IBM-BIOS kompatibel, ohne jedoch von IBM dafür verklagt werden zu können.
Compaq nutzte den Vorteil, als einzige IBM-Konkurrenz vollständige Kompatibilität gewährleisten zu können, und gab das nachprogrammierte BIOS nicht an andere Hersteller weiter. Erst als eine weitere Firma, Phoenix Technologies, ebenfalls ein von Grund auf neuprogrammiertes, kompatibles BIOS erstellte und verkaufte, war es ab 1984 auch anderen PC-Herstellern möglich, zu Compaq und IBM aufzuschließen.

### Weiterentwicklung der Plattform

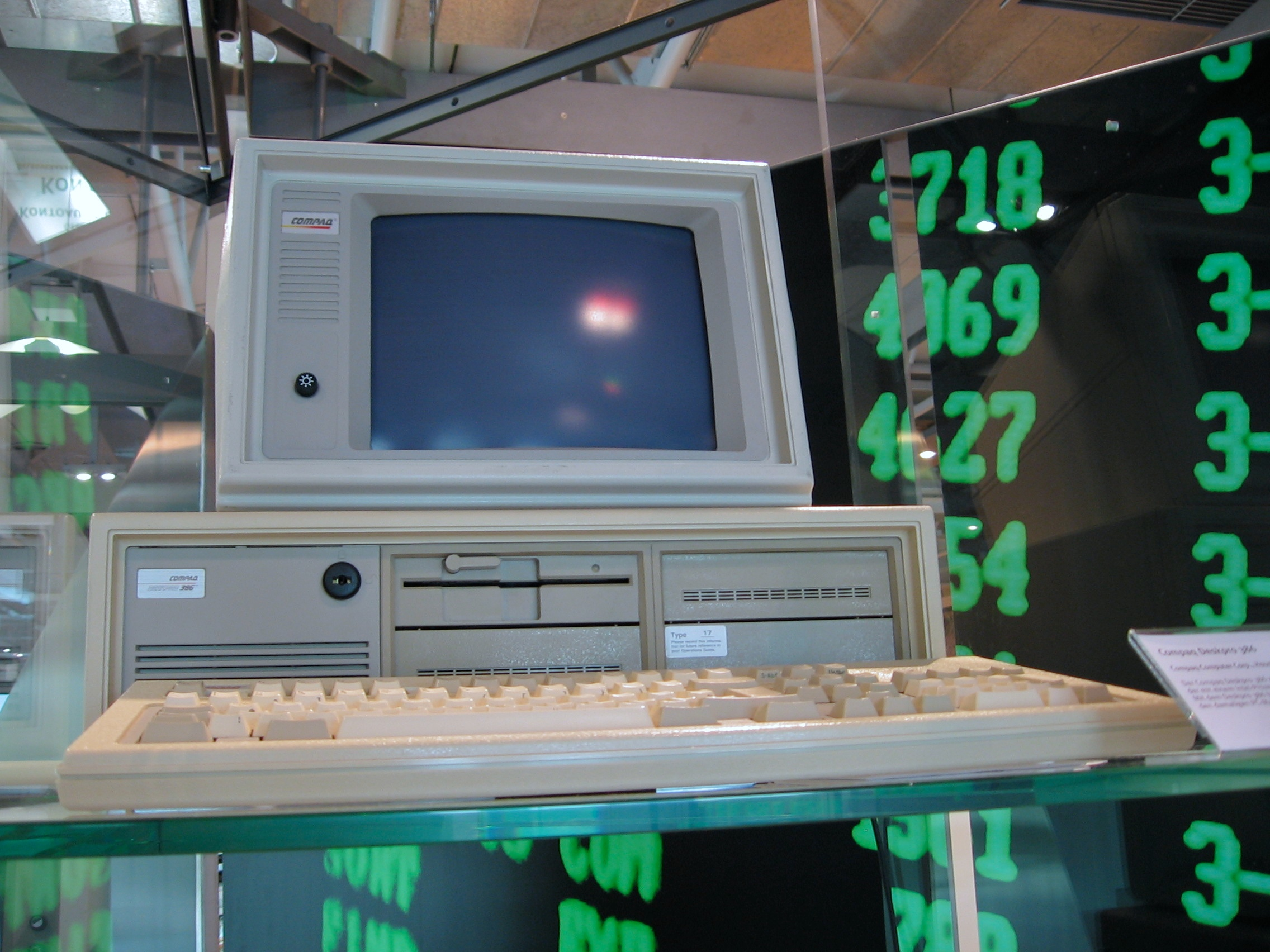
Mit dem Compaq DeskPro 386 von 1986 kam das erste Modell mit 80386-Prozessor.

Als immer mehr Software für den IBM PC verfügbar wurde, orientierten sich die Firmen nur noch an dem von IBM gesetzten Standard. IBM selbst verlor aber mehr und mehr die Kontrolle über die geschaffene Plattform. Das offene Design, das zuerst zum Erfolg beizutragen schien, erwies sich jetzt als Nachteil für IBM. Um die Konkurrenz doch noch abzuhängen, wurde die Plattform in kürzeren Intervallen weiterentwickelt: 1983 stellte IBM den PC XT vor, immer noch mit 8088-Prozessor. Zur gleichen Zeit kam mit dem Compaq Portable der erste echte PC-Klon als tragbarer PC heraus. Mit dem PC/AT konnte IBM 1984 noch einmal eine konkurrenzfähige Weiterentwicklung vorweisen: der eingesetzte 80286-Prozessor war zum 8088 voll kompatibel, nun jedoch ein vollwertiges 16-Bit-System, was mit dem nun ebenfalls 16-Bit-AT-Bus, später bekannt als ISA-Bus, komplettiert wurde.
Der PC/AT wurde neben dem XT schnell zum Industriestandard und nach der Verfügbarkeit eines BIOS von Phoenix und AMI konnten zahlreiche Hersteller kompatible Nachbauten verkaufen. Alle Versuche seitens IBM, diese Entwicklung doch noch zu verhindern, gingen ins Leere.
Während IBMs PC ein durchaus teures Gerät war, kam es am Markt der Nachbauten zu einem nicht unwesentlichen Preiskampf. Hinzu kommt, dass die Entwicklung zusehends durch die Nachbauer bestimmt wurde. So konnte Compaq beispielsweise mit dem Deskpro 1984 bereits einen zum PC XT vergleichbaren voll kompatiblen PC anbieten, der jedoch den schnelleren 8086-Prozessor verwendete, während IBM immer noch den 8088 einsetzte. Und als IBM noch voll auf den 16-Bit-80286 setzte, überholte 1986 Compaq IBM mit dem Deskpro 386, dem ersten 32-Bit-PC mit 80386-Prozessor – obwohl noch kein 32-Bit-PC-Betriebssystem verfügbar war, war der 80386 voll kompatibel mit der 16-Bit-Architektur früherer x86-Prozessoren, aber auch teurer. Im Gegensatz zum „286er“ bietet die x86-Architektur ab dem „i386“ zusätzlich den Virtual 8086 Mode, sodass auch 16-Bit-Programme stark davon profitierten, wenn das Betriebssystem sowohl den Protected Mode als auch den Virtual 8086 Mode unterstützte, was z. B. ab Windows/386 und Windows 3.x sowie ab OS/2 2.0 der Fall ist.

### PS/2

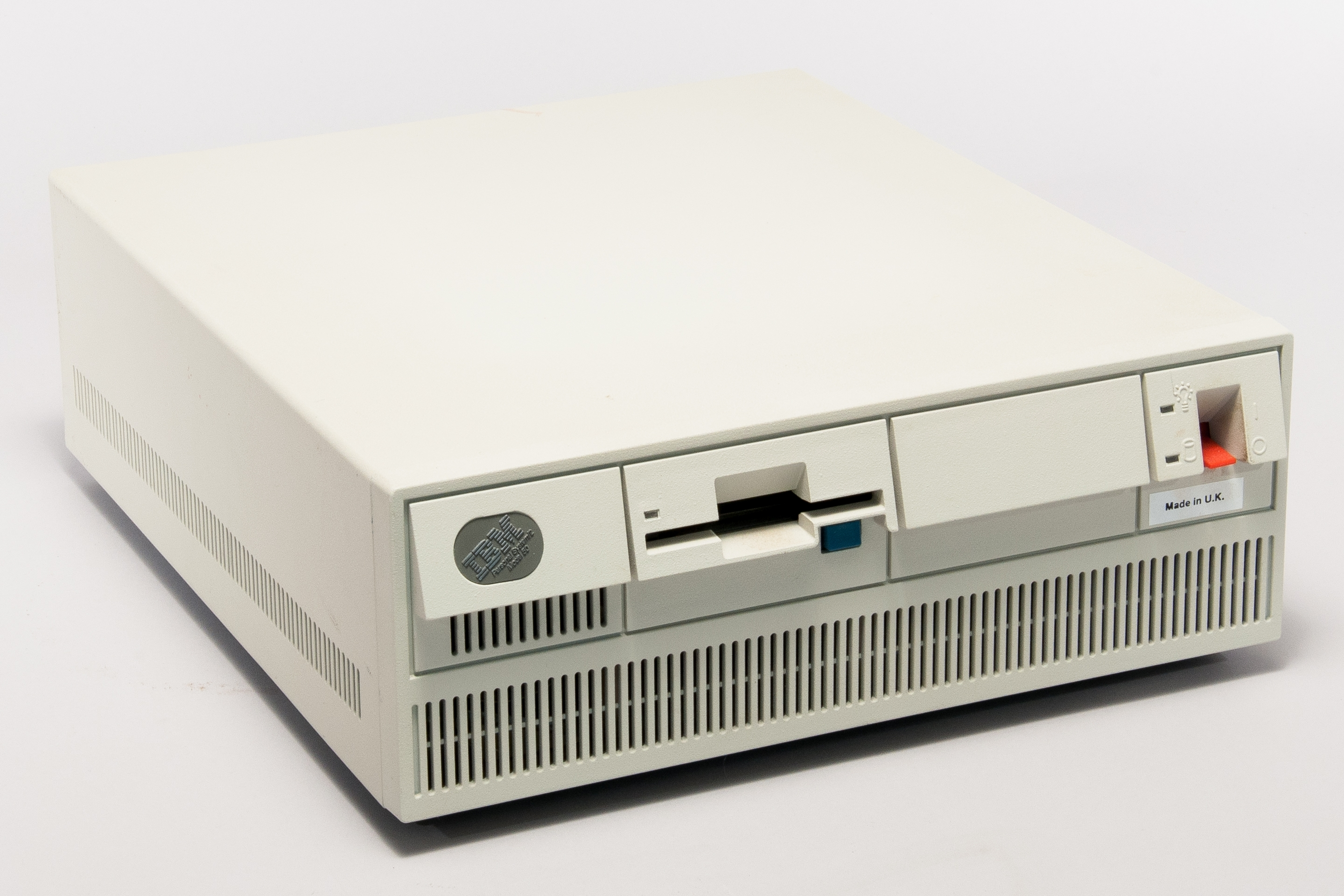
IBM Personal System/2 Model 50 mit Microchannel von 1987.

IBM reagierte auf die Konkurrenz, indem es 1987 die neuentwickelte PS/2-Reihe auf den Markt brachte, die mit dem bisherigen PC-Konzept mit offenen Standards vollständig brach und proprietäre Technologien wie das Microchannel-Bussystem (MCA) einführte, die auch für andere Hersteller bewusst nicht mehr frei verfügbar waren. Dadurch waren die PCs von IBM selbst paradoxerweise nicht mehr IBM-PC-kompatibel, womit IBM den mittlerweile Industriestandard der selbst entwickelten PC/XT und PC/AT unterlief.
Aus Anwendersicht war ein PS/2-Rechner ebenfalls ein PC, denn darauf liefen die Betriebssysteme PC DOS (vollständig MS-DOS-kompatibel), Windows und OS/2. Nahezu alle Programme und Software für den IBM PC waren auch auf einem PS/2-System nutzbar.
IBMs PS/2 wurde trotzdem ein wirtschaftlicher Misserfolg, denn keiner der Konkurrenten machte den Schwenk zu dessen proprietären Technologien mit – diese setzten stattdessen erfolgreich eigene technische Standards, etwa den EISA-Bus als Antwort auf den Microchannel, der im Gegensatz zu MCA auch die Verwendung existierender Erweiterungskarten erlaubte.
IBM verlor damit endgültig die Kontrolle über die 1981 begonnene Entwicklung, die als „PC“ einen eigenen Industriezweig begründet. Dennoch fanden die beim PS/2 eingeführten 3,5″-HD-Disketten und -laufwerke, der VGA-Grafikstandard mit dem 15-poligen Stecker, sowie speziell ab den 1990ern (ATX-Standard) die sogenannten PS/2-Schnittstellen für Maus und Tastatur weite Verbreitung und überlebten noch Jahrzehnte. Durch den Verkauf seiner PC-Sparte an Lenovo im Jahr 2005 hat sich IBM schließlich vollständig als Hardware-Hersteller aus dem PC-Geschäft zurückgezogen.

## PC als Plattform

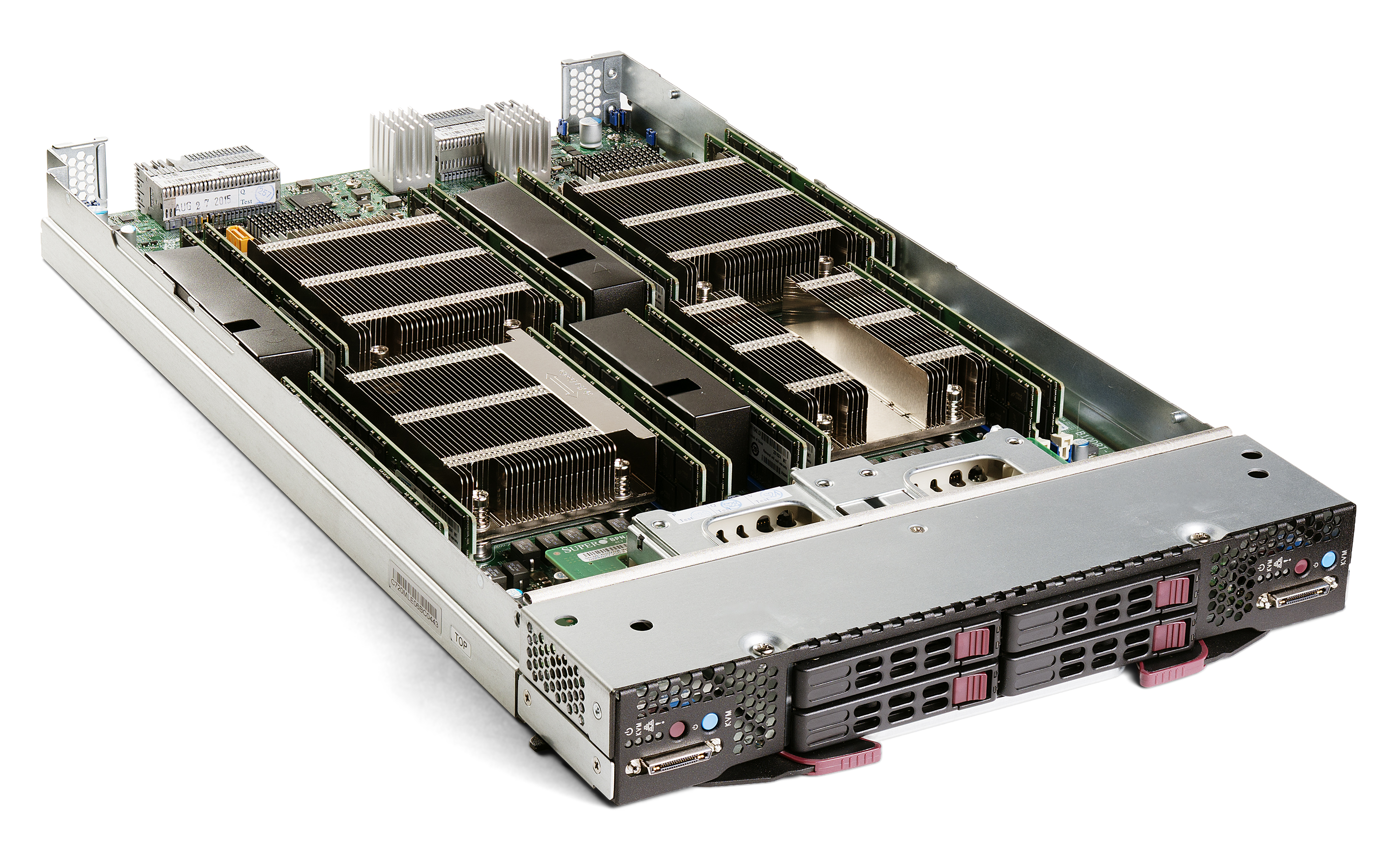
Supermicro x86-Bladeserver SBI-7228R-T2X mit Intel-Xeon-Prozessoren.

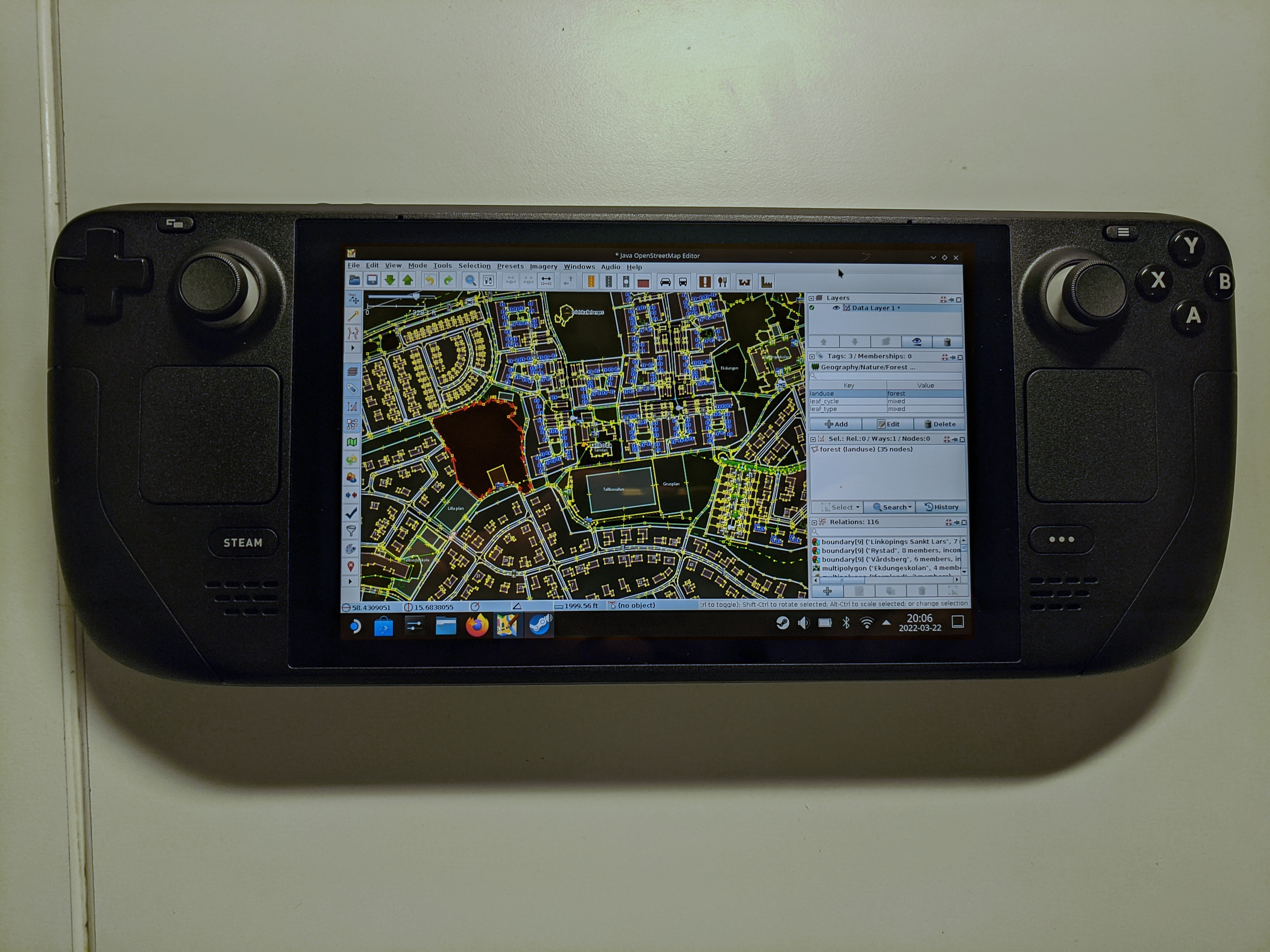
Das Steam Deck ist ein PC als mobile Spielkonsole. Im Bild läuft darauf JOSM unter Linux.

Durch den großen Erfolg des IBM PC entstand eine Plattform, die heute allgemein als PC bezeichnet wird. Programme für den PC laufen auf kompatibler Hardware unter einem typischen PC-Betriebssystem. In den 1980er und frühen 1990er Jahren war dies ein IBM-kompatibler PC (oder ein anderes zum IBM PC kompatibles Computersystem, etwa ein Server) mit dem darauf vorherrschenden Betriebssystem MS-DOS (nahezu identisch mit PC DOS; ab den 1990ern DOS-basiertes Windows, bei Servern meist Windows NT oder ein PC-Unix).
In den 1990er Jahren wurde die Entwicklung der Plattform durch viele der beteiligten Hersteller von Hard- und Software vorangetrieben, und auch ein Übergang von der 16-Bit- zur 32-Bit-Architektur in Angriff genommen. Betriebssysteme wie Windows 9x können beides: 16-Bit-DOS und -Windows-Programme laufen darauf genauso wie 32-Bit-Programme. Auf der Seite der Hardware entwickelte Intel den PCI-Bus, der bis Mitte der 1990er in fast allen PCs den ISA-Bus ersetzte. Ebenfalls Mitte der 1990er Jahre kam mit USB eine gemeinsam entwickelte neue Hardwareschnittstelle hinzu.
Mit dem von Intel (ursprünglich für die Itanium-Architektur) entwickelten UEFI wurde zwischen rund 2010 und 2020 das BIOS auf der PC-Plattform komplett ersetzt.
Als Spieleplattform beschreibt „PC“ die jeweilige Hardwaregeneration in Kombination mit dem darauf meist vorinstallierten und weit verbreiteten aktuellen Windows-Betriebssystem, oder historisch zu mit MS-DOS kompatiblem DOS (etwa PC DOS oder DR-DOS). Die Wahl der Grafikkarte, des Monitors und der Controller spielt dabei jedoch eine zentrale Rolle, denn nicht jeder PC ist auch ein Gaming-PC. PC-Spiele haben meist genau definierte Systemvoraussetzungen.

## Kompatibilität
Der Begriff „IBM-PC-kompatibler Computer“ wird kaum mehr verwendet, denn er setzt auf einer Ebene an, die inzwischen nur noch eine untergeordnete Rolle spielt. Für Anwender von Interesse ist hauptsächlich die Frage der Kompatibilität, ob z. B. eine bestimmte Anwendungssoftware auf der genutzten Plattform, dem installierten Betriebssystem, funktioniert oder umgekehrt, ob ein bestimmtes System mit der gewünschten Software kompatibel ist.
Außer dem x86-Prozessor haben moderne PCs mit der 1981 von IBM begründeten Plattform nur noch recht wenig gemeinsam, dennoch gelten sie als deren Nachfolger bzw. als Weiterentwicklung der Plattform insgesamt. Software für den PC ist im Grunde immer noch kompatibel, wenn auch bedingt durch die Hardwaregeneration ältere Programme vielleicht nicht mehr korrekt funktionieren, vor allem dann nicht, wenn sie die Hardware direkt ansprechen. Aber auch auf Betriebssystemebene gibt es immer wieder Programme, die z. B. auf einer neueren Version von Windows nicht mehr funktionieren. Derlei Inkompatibilitäten sind an sich für eine Plattform kein Kriterium, denn es handelt sich immer um einen sanften (langsamen) Übergang. Auf der Hardware-Seite weisen modernere Komponenten meist Kompatibilität zu vorherigen Generationen auf. Bei der Software gibt es meist Kompatibilitätsmodi im Betriebssystem oder neuere, angepasste Versionen der Anwendungssoftware.

### Prozessor
Nach dem Misserfolg des 80186-Prozessors setzte der Chiphersteller Intel ab dem 80286 auf einen separaten 8086-kompatiblen Modus, retronym als „Real Mode“ bezeichnet, damit bestehende Software mit neueren PCs und deren neueren Prozessoren kompatibel blieben. Ein x86-Prozessor startet immer im Real Mode und ist somit weiterhin mit dem ursprünglichen IBM PC kompatibel: sowohl mit dem BIOS, als auch mit den Betriebssystemen PC DOS oder MS-DOS und darauf laufenden Programmen. Auch das A20-Gate, das in weiterer Folge zwar immer wieder für Probleme sorgte, war dieser Kompatibilität geschuldet.
Ab dem 80386, dem ersten 32-Bit-x86-Prozessor („IA-32“, retronym auch „x86-32“), bietet der mit dem 80286 eingeführte „Protected Mode“ zusätzlich einen „Virtual 8086 Mode“ – damit können die meisten bisherigen 16-Bit-Real-Mode-Programme (retronym teilweise auch mit „x86-16“ bezeichnet) auch unter 32-Bit-Betriebssystemen ausgeführt werden. Sogar Multitasking mit mehreren virtuellen 8086-Maschinen ist damit möglich. Für 64-Bit-x86-Prozessoren (auch x64 bzw. „x86-64“ bezeichnet, ca. seit Mitte der 2000er) und 64-Bit-Betriebssysteme, die im „Long Mode“ laufen, gibt es einen zum Protected Mode kompatiblen Modus, sodass 64-Bit-Betriebssysteme auch 32-Bit-Programme weiterhin nutzen können, allerdings ist im 64-Bit-Modus der Virtual 8086 Mode – und damit die Kompatibilität zu 16-Bit-Real-Mode-Programmen (DOS) – nicht mehr nutzbar.

### Grafikkarte
Die ersten IBM PCs hatten eine MDA- (monochrom) oder CGA-Grafikkarte. Da viele Programme mit direktem Zugriff auf diese Grafikhardware programmiert wurden, beinhalteten spätere Grafikkarten kompatible Modi, damit Software – vor allem für CGA-Grafik – weiterhin funktionierte. VGA-Grafikkarten der 1990er Jahre waren damit voll zum originalen IBM PC kompatibel.
Seit dem Wegfall von MS-DOS hat vollständige Grafikhardware-Kompatibilität an Bedeutung verloren. Einerseits können viele historische Programme und Computerspiele in virtuellen Umgebungen weiterhin verwendet werden, andererseits werden Grafikstandards genutzt, die durch standardisierte Programmierschnittstellen im Betriebssystem als Zwischenschicht auch auf unterschiedlicher Grafikhardware kompatibel ansprechbar sind. Diese sind z. B. VBE (VESA), DirectX (Microsoft), OpenGL und Vulkan.

### Firmware
Die Hauptaufgabe der System-Firmware eines Computers ist das Initialisieren der Hardwarekomponenten. Gemeinsame Standards wie eine dynamische Bus-Konfiguration (ISA-PnP bzw. PCI) und ACPI sind Umsetzungen, um den Zugriff auf eine Vielzahl unterschiedlicher Peripheriegeräte für auf dem PC laufende Software zu vereinfachen.
Das BIOS blieb bis zuletzt 16-Bit-Software. Betriebssysteme für IA-32 (die 32-Bit-x86-Architektur; seit ca. Anfang der 1990er Jahre) nutzen dessen Funktionen daher kaum noch direkt, sondern wechseln gleich nach dem Systemstart in einen höheren Modus: bei 32-Bit-Betriebssystemen ist dies der „Protected Mode“, bei 64-Bit-Systemen „x64“ der „Long Mode“. Nur die Hardware-Initialisierung (wie bspw. ACPI-Tabellen) wird in den meisten Fällen noch vom BIOS übernommen.
Im Gegensatz zu DOS und 16-Bit-Programmen, die meist direkten (aber exklusiven) Zugriff auf die Hardware verwenden, erfolgt dieser nun über Betriebssystem-eigene Gerätetreiber, die im Gegensatz zu BIOS-Funktionen auch multitaskingfähig sind. Direkter Hardwarezugriff durch einzelne Programme ist dabei jedoch ausgeschlossen. Während Programme unter DOS noch regen Gebrauch vom BIOS machten, stehen auf Multitasking-Betriebssystemen die integrierten Programmierschnittstellen (englisch Application Programming Interface, API) im Vordergrund.
Außer auf DOS-Systemen wurde das BIOS daher, abgesehen von der Hardware-Initialisierung, nur noch beim Systemstart zum Ausführen des Bootloaders für das Betriebssystem genutzt. Für z. B. Windows-Programme ist es nicht wichtig, ob sie auf einem PC mit BIOS oder auf einem PC mit UEFI laufen, das das BIOS ab ca. 2010 ersetzt hat.
Bis ca. 2020 boten die meisten (U)EFI-Implementierungen ein CSM (englisch Compatibility Support Module) genanntes Kompatibilitätsmodul, das vollständige BIOS-Kompatibilität herstellt, wenn es geladen wird. Der Austausch des BIOS durch UEFI war daher für die PC-Plattform ein sanfter Übergang und aus Anwendersicht nicht merklich. Durch das CSM war jedoch manchmal unklar, ob ein Windows-PC im BIOS- oder im UEFI-Modus läuft. Genau genommen ist seit dem Wegfall des CSM auch die IBM-PC-Kompatibilität nicht mehr gegeben, denn die Original-Plattform des IBM PC, PC-kompatibles DOS wie MS-DOS, erfordert zwingend ein BIOS – DOS ist mit UEFI nicht mehr nativ nutzbar, da es nicht gestartet werden kann. Jedoch verwendete seit den 2000er Jahren kaum jemand noch ein DOS – das dominierende Betriebssystem ist bereits seit den 1990er Jahren Windows. Seit Windows 8 wird UEFI voll unterstützt und seit Windows 11 vorausgesetzt.

### Betriebssysteme
Moderne Betriebssysteme abstrahieren u. a. durch aufgesetzte Laufzeitumgebungen immer mehr Hardware-Interna in „Schichten“, womit die Bedeutung von vollständiger Kompatibilität zum Ur-IBM-PC, welche sich auf den unteren Ebenen abspielen, nicht mehr relevant ist. PC-Betriebssysteme können oft mit den verschiedenen Firmwares (wie BIOS und UEFI) oder Loadern umgehen. Die Kompatibilität zum IBM PC ist dabei teilweise mit eingeschlossen, denn viele Betriebssysteme unterstützten in einigen Fällen auch weiterhin Software, die noch für ältere IBM PCs und kompatible Computer konzipiert war. Hinzu kommt, dass einige Betriebssysteme teils für ganz unterschiedliche Hardwarearchitekturen verfügbar sind, z. B. Windows auf Alpha oder Itanium (eingestellt), Windows RT auf ARM-SoCs oder Linux und BSD auf einer ganzen Reihe unterschiedlicher Befehlssatzarchitekturen. Manchmal ist dabei eine transparente Emulationsschicht enthalten, die x86-Programme auch auf anderen Architekturen ausführen kann, beispielsweise unter Windows NT 4.0 auf der Alpha-Architektur (mittels FX!32, siehe alternative Architekturen), oder unter Windows RT auf einem Microsoft Surface mit ARM-SoC.
Aufgrund der großen Verbreitung, Verfügbarkeit und des günstigen Preises stehen für IBM-PC-kompatible Computer sehr viele Betriebssysteme zur Verfügung. Die gebräuchlichsten waren (historisch):
- auf CP/M oder MS-DOS basierte Disk Operating Systeme, letzteres zusammengefasst als PC-kompatibles DOS (DOS für IBM-PC-kompatible Computer: PC DOS, DR DOS u. v. m.), mit oder ohne diversen grafischen Erweiterungen wie Windows bis Windows 3.x, GEM oder PC/GEOS
- Unix bzw. verschiedene Unix-Derivate für x86: u. a. Xenix, *BSD ab 386BSD und NeXTStep/OPENSTEP
- Windows 9x
- OS/2 (sowie dessen Weiterentwicklungen eComStation und ArcaOS)
- BeOS

und zahlreiche wenig verbreitete „Exoten“, wie beispielsweise:
- Darwin (Rhapsody, nicht jedoch macOS)
- ELKS (Linux für 8086)

Aktuelle Betriebssysteme für den PC sind u. a.:
- Windows (basierend auf Windows NT)
- Unixoide Systeme: *BSD (etwa FreeBSD), Linux
- BeOS-Weiterentwicklungen: ZETA, Haiku

u.v.m.

### Virtuelle Plattform
Der historische PC existiert als virtuelle Plattform weiter, z. B. in Form von DOSBox, einem Emulator für die IBM-PC- und MS-DOS-Plattform. Mit der Virtual DOS Machine (VDM) war u. a. bereits in Windows NT eine transparente virtuelle DOS-Emulation enthalten, die jedoch in 64-Bit-Versionen von Windows, und damit endgültig seit Windows 11, fehlt.
Auf modernen Systemen können historische PCs teils vollständig in Software nachgebildet verwendet werden, was allerdings mitunter auch die originale Firmware der Hardware-Komponenten voraussetzt. Derartige PC-Emulatoren sind u. a. PCem oder 86Box.

## Aufbau

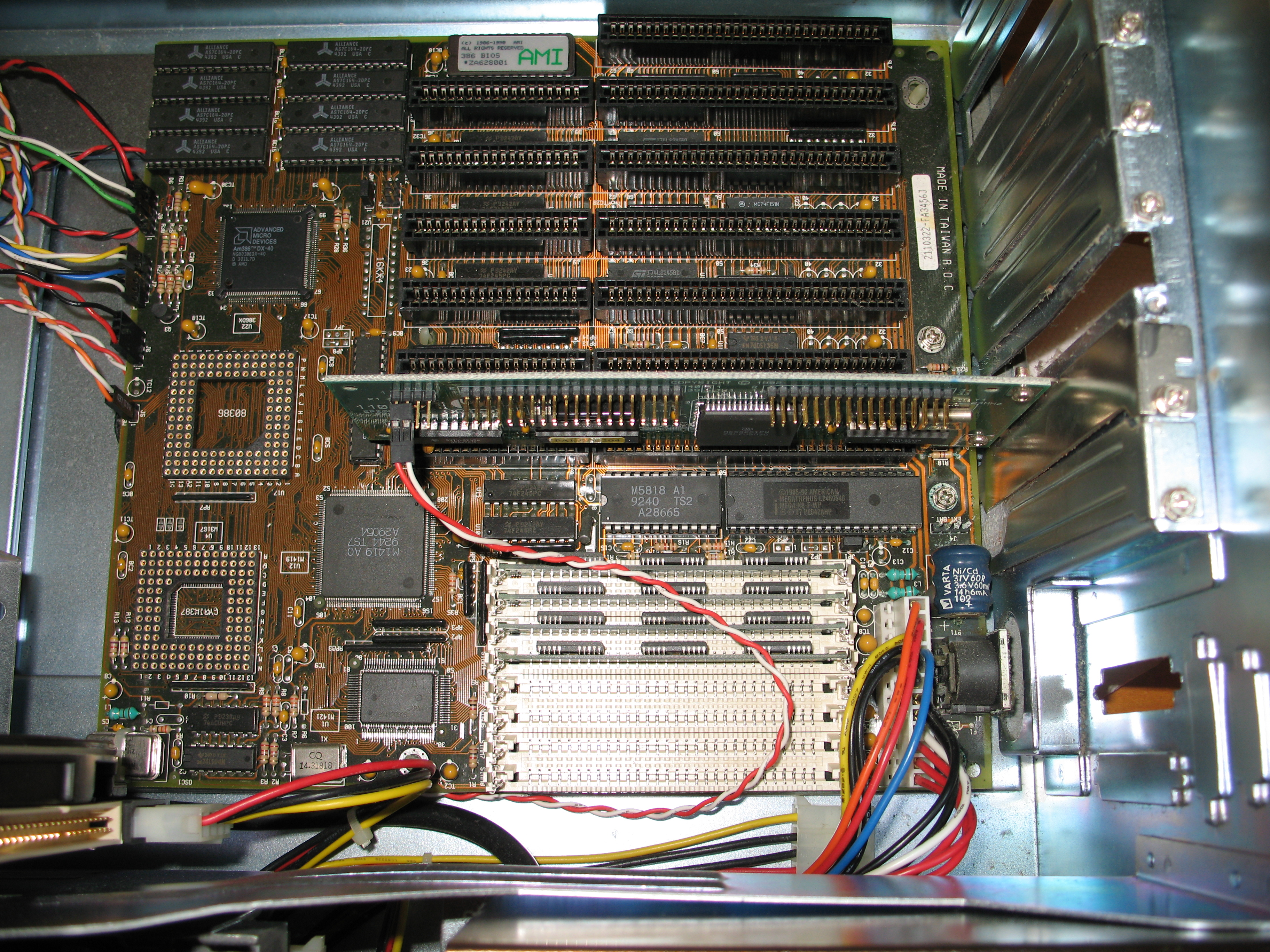
Hauptplatine (Motherboard) eines typischen IBM-kompatiblen Rechners mit dem AMD 80386-Prozessornachbau Am386 und ISA-Bus-Steckplätzen, 1992.

Damit die für IBM-PC-kompatible Computer verfügbaren Betriebssysteme mit unterschiedlichen Hardware-Erweiterungen zusammenarbeiten, bedarf es außer dem x86-kompatiblen Prozessor auch einheitlicher Schnittstellen. Der Ur-PC verfügte intern über 8-Bit-ISA-Steckplätze so wie einem Anschluss für bis zu zwei Diskettenlaufwerke. Extern gab es serielle und parallele Schnittstellen und einen Tastaturanschluss, so wie einen digitalen MDA-Monitoranschluss für monochrome Textdisplays. Diese Schnittstellen wurden jedoch im Laufe der Entwicklung erweitert und modernisiert.

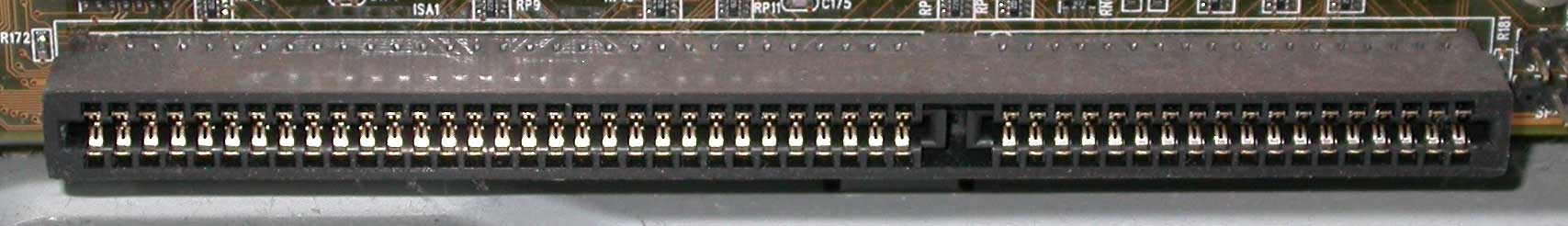
Ein ISA-Bus-Steckplatz, der mit dem IBM PC/AT eingeführt wurde und zum Standard bei den Kompatiblen wurde, auch nachdem IBM auf den proprietären Microchannel gewechselt hatte.

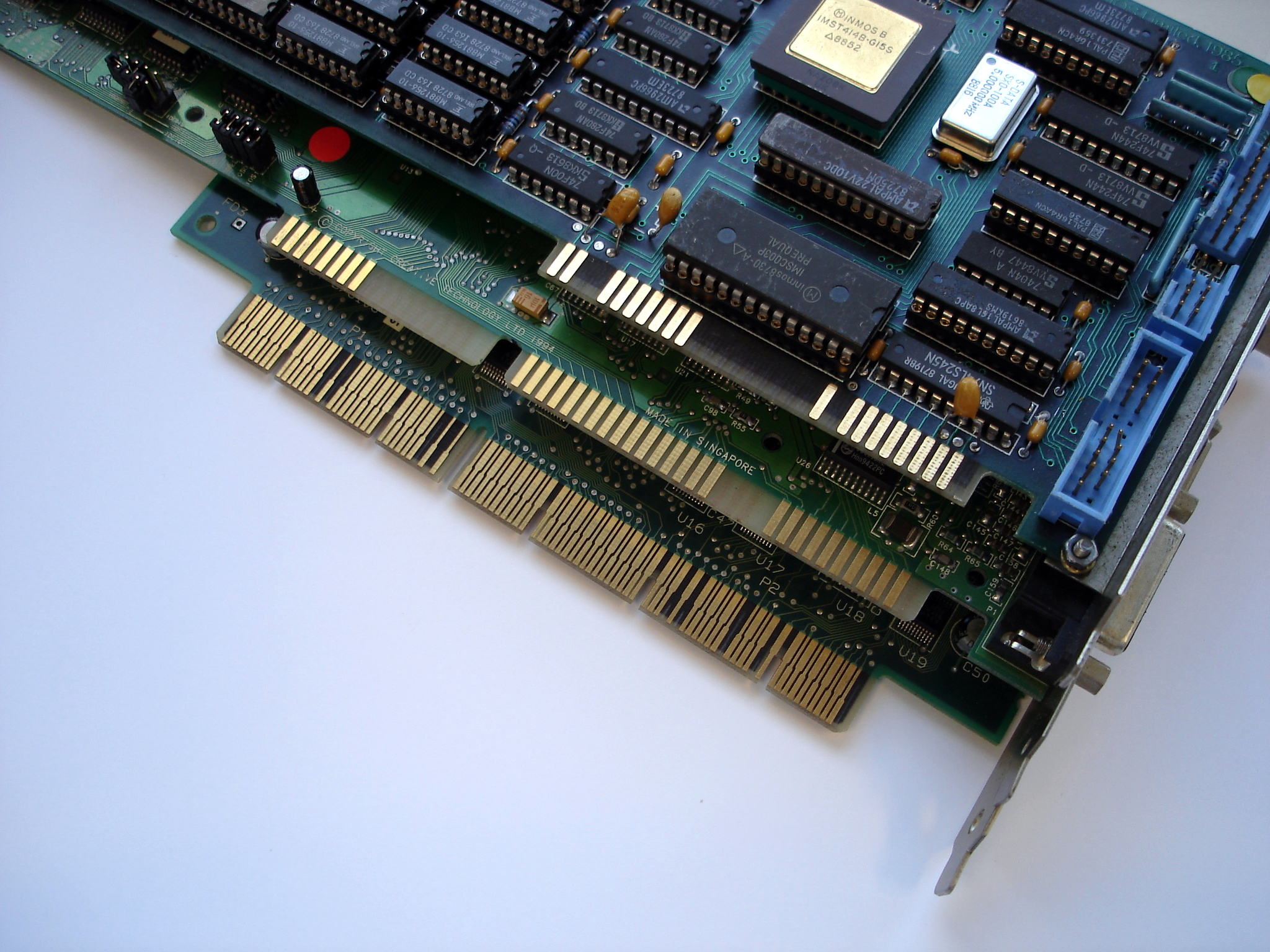
Von unten nach oben: Das als Alternative zu IBMs Microchannel von Compaq und anderen initiierte EISA, ISA und der originale IBM PC/XT-8-Bit-Steckanschluss für Erweiterungskarten.

Beispiele für standardisierte Schnittstellen auf PCs:
- Datenbus:
  - Industry Standard Architecture (ISA) 8-Bit oder 16-Bit (veraltet, wird nicht mehr gebaut)
  - Extended Industry Standard Architecture (EISA) (veraltet, wird nicht mehr gebaut)
  - VESA Local Bus (VLB) (veraltet, wird nicht mehr gebaut)
  - Peripheral Component Interconnect (PCI) (veraltet)
  - Accelerated Graphics Port (AGP) (veraltet, wird nicht mehr gebaut)
  - PCI Express (PCIe)
- Steckkarten/Erweiterungskarten:
  - PCMCIA (veraltet, wird nicht mehr gebaut)
  - PC Card (veraltet, wird nicht mehr gebaut)
  - ExpressCard
- Schnittstellen für Peripheriegeräte:
  - Parallelport (veraltet)
  - Serielle Schnittstelle, auch RS232-Schnittstelle (veraltet, heute nur noch für spezielle Anwendungen)
  - PS/2-Schnittstelle
  - Universal Serial Bus (USB)
  - FireWire (IEEE1394) (veraltet, wird nicht mehr gebaut)
  - USB-C und Thunderbolt
- Schnittstellen für Datenspeicher bzw. Laufwerke:
  - ATA/ATAPI, auch IDE (veraltet)
  - Serial ATA (SATA) (z. B. für Festplatten und optische Laufwerke; bei SSDs veraltet aber weiterhin als 2,5″-SATA-SSDs erhältlich, als M.2 veraltet)
  - NVM Express (NVMe, meist als PCIe-M.2 ausgeführt)
- Grafik-Anschlüsse:
  - VGA-Anschluss (veraltet)
  - Digital Visual Interface (DVI) (veraltet)
  - High Definition Multimedia Interface (HDMI)
  - DisplayPort (DP)

Teilweise werden diese Schnittstellen auch von anderer Hardware verwendet. Eine Verwendung angeschlossener Erweiterungen setzt u. U. entsprechende Firmware und Treiber voraus. So gab es z. B. Ende der 1990er/Anfang der 2000er Jahre identische Grafikkarten in Varianten mit jeweils Firmware für den PC (VideoBIOS für Kompatibilität zum PC-BIOS) und Firmware für den Mac (kompatibel zur Open Firmware von PowerPC-Macs), die tatsächliche Nutzbarkeit unter einer bestimmten Betriebssystemversion bestimmte letztendlich jedoch die Verfügbarkeit eines Grafiktreibers.